# Joseph Conrad
Joseph Conrad (tên khai sinh Józef Teodor Konrad Korzeniowski; 3 tháng 12 năm 1857 – 3 tháng 8 năm 1924) là tiểu thuyết gia và nhà văn viết truyện ngắn người Anh gốc Ba Lan. Conrad được coi là một trong những tiểu thuyết gia viết tiếng Anh vĩ đại nhất, dù không nói được ngôn ngữ này trôi chảy cho đến tận khi hai mươi tuổi. Ông viết truyện và tiểu thuyết, thường có một bối cảnh biển cả, trong đó mô tả các thử thách của tinh thần con người ở giữa một vũ trụ thờ ơ. Conrad là một bậc thầy trong việc tạo tổng thể văn xuôi, người mang lại những cảm xúc bi kịch từ một nền văn học không phải tiếng Anh vào văn học Anh.
Conrad được coi là một nhà văn ấn tượng bởi một số người và một nhà văn hiện đại bởi những người khác, mặc dù các tác phẩm của ông có chứa yếu tố hiện thực thế kỷ 19. Phong cách kể truyện của ông và những nhân vật phản anh hùng, chẳng hạn như trong Lord Jim, đã ảnh hưởng đến rất nhiều tác giả. Rất nhiều bộ phim chính kịch đã được chuyển thể và lấy cảm hứng từ các tác phẩm cuảo ông. Và nhiều nhà văn với nhà phê bình đã bình luận rằng các tác phẩm hư cấu của ông, phần lớn là viết trong hai thập kỷ đầu của thế kỷ 20, đã dự đoán trước được những sự kiện trên thế giới sau này.
Sáng tác trong thời kỳ hoàng kim của Đế quốc Anh, Conrad đã dựa vào kinh nghiệm của mình nhờ nguồn gốc Ba Lan—gần như trong cả cuộc đời, với ba quốc gia chiếm đóng đất nước— và cả kinh nghiệm cá nhân trong lực lượng hải quân thương gia Anh và Pháp, để viết nên những truyện ngắn và tiểu thuyết phản ánh các khía cạnh của một thế giới dường như bị thống trị bởi châu Âu—bao gồm chủ nghĩa đế quốc và chủ nghĩa thực dân—và ông tập trung khai thác chiều sâu trong tâm hồn con người.